# Timotes
Timotes é uma cidade venezuelana, capital do município de Miranda (Mérida).